# Robert Darcy (4e comte d'Holderness)
Robert Darcy, 4e comte de Holderness (17 mai 1718 – 16 mai 1778), connu avant 1721 sous le nom de Lord Darcy et Conyers, est un diplomate et homme politique britannique,.

## Carrière
En 1741, il collabore avec Georg Friedrich Haendel à la production de Deidamia. De 1744 à 1746, il est ambassadeur à Venise et de 1749 à 1751, il représente son pays à La Haye. En 1751, il devient secrétaire d'État du département du Sud, avant d'être muté au département du Nord. Il reste en poste jusqu'en mars 1761, date à laquelle il est limogé par le roi George III au profit de Lord Bute. De 1771 à 1776, il est gouverneur de deux des fils du roi, "fantôme solennel" comme l'appelle Horace Walpole. Il ne laisse aucun fils qui survit à l'enfance et tous ses titres disparurent sauf les baronnies de Darcy (de Knayth) et de Conyers, qui sont des baronnies de Writ et le comté portugais de Mértola. Sa fille, Amelia Darcy (en), marquise de Carmarthen, lui succède dans ces titres.
David Hume écrit: « Il est remarquable que cette famille d'Arcy [sic] semble être le seul descendant masculin de l'un des barons du Conquérant restant parmi les pairs. Lord Holdernessae [sic] est l'héritier de cette famille ».

## Famille
Le 29 octobre 1743, il épouse Mary Doublet (en), fille de Francis Doublet et Constantia Van-der-Beck. Le couple a trois enfants, dont un seul survit à l'enfance:
- George Darcy, Lord Darcy et Conyers (septembre 1745 - 27 septembre 1747)
- Thomas Darcy, Lord Darcy et Conyers (né et décédé en 1750), inhumé le 29 juillet 1750 dans la Grande église ou église Saint-Jacques de La Haye , Pays-Bas [6]
- Amelia Darcy (en) (12 octobre 1754 - 27 janvier 1784); épouse d'abord Francis Osborne, marquis de Carmarthen. Ils divorcent en 1779. Elle épouse ensuite John "Mad Jack" Byron, père de Lord Byron, et a une fille, Augusta Leigh.